# Kim Jong-gil
Kim Jong-gil (Andong, Corea del Sur; 5 de noviembre de 1926-1 de abril de 2017) fue un poeta surcoreano.

## Biografía
Jong-gil nació el 5 de noviembre de 1986 en Andong, provincia de Gyeongsang del Norte, Corea del Sur, y se graduó y obtuvo un máster de literatura inglesa en la Universidad de Corea. También realizó investigaciones en la Universidad de Sheffield y trabajó como profesor en la Universidad de Gyeongbuk y la Universidad de Corea.

## Obra
La poesía de Jong-gil se caracteriza por la claridad y la lucidez y por su diestra exploración del poder de la imagen poética. La imagen poseía un valor casi trascendental para el poeta, pues creía que podía hacer que tanto el poeta como el lector llegaran a tener una mayor comprensión de la verdad. Su metodología poética solo se puede entender en el contexto de su actitud por la vida, que funciona a través de imágenes concretas y claras.
Su obra incorporó con éxito ideas del imagismo, una tradición poética moderna seguida por poetas como Amy Lowell, HD (Hilda Doolitle) y Ezra Pound, y el estilo de la poesía clásica tradicional y el espíritu de un estudioso de Joseon. Por esta razón, al contrario de la poesía imaginista de la época, la obra de Jong-gil rebosa de la elegancia clásica y tradicional, lo que da a su obra un sentido de integridad y consumación. Esta elegancia tradicional es más visible en la contención emocional del poeta y su desapego del mundo exterior. Además de su desapego emocional, el poeta también se centra en la virtud de la honradez como una forma efectiva de expresar la tristeza. En el poema "Puntuación" (Chaejom), por ejemplo, el poeta puntúa en silencio el examen de un estudiante que acaba de fallecer y registra la nota en su expediente. Esta tristeza tácita y la contemplación de la muerte termina por producir un impacto contenido y más profundo en el lector. Las características fundamentales de su poesía son su percepción de la vida y la profundidad de su mente, a través del cultivo del control, la honradez y la imaginación.
Jong-gil ganó en 2007 el Premio Cheong Ma de literatura, en 2005 el premio Lee Yuksa de poesía y en 2005 el Premio Ko San de literatura.

## Obras en español
- Ya queda poca luz del día

## Obras en coreano (lista parcial)
Recopilaciones de poesía
- La Navidad (Seongtanje, 1969)
- En la página siguiente (Hahoe-eseo, 1977)
- El viento de polvo amarillo (Hwangsa hyeonsang, 1986)

Crítica literaria
- Poética (Siron, 1965)
- La verdad y el lenguaje (Jinsil gwa eoneo, 1974)
- La poesía coreana (Hanguksiui wisang, 1986)

## Premios
- 2005 Premio Ko San de literatura
- 2005 Premio Lee Yuksa de literatura
- 2007 Premio Cheong Ma de literatura